# Public Morals (serie televisiva 2015)
Public Morals è una  serie televisiva statunitense creata, co-prodotta, scritta, diretta e interpretata da Edward Burns per il network TNT.
La serie ha debuttato su TNT il 25 agosto 2015, venendo cancellata al termine della prima stagione.

## Trama
Nella New York dei primi anni sessanta, il detective Terry Muldoon lavora presso la Public Morals Division del NYPD per tenere a bada i vizi che dilagano in città, tra cui prostituzione e gioco d'azzardo. Quando inizia una guerra senza esclusione di colpi tra due fazioni della mafia irlandese, Muldoon si impegna a debellare il crimine al fine di fornire un luogo sicuro dove la sua famiglia possa vivere.

## Personaggi ed interpreti

### Principali
- Terry Muldoon, interpretato da Edward Burns
- Charlie Bullman, interpretato da Michael Rapaport
- Tenente King, interpretato da Ruben Santiago-Hudson
- Vince Latucci, interpretato da Wass Stevens
- Pat Duffy, interpretato da Keith Nobbs
- Christine Muldoon, interpretata da Elizabeth Masucci
- Sean O'Bannon, interpretato da Austin Stowell
- Petey Mac, interpretato da Patrick Murney
- Fortune, interpretata da Katrina Bowden
- Deirdre, interpretata da Lyndon Smith
- Jimmy Shea, interpretato da Brian Wiles
- James Muldoon, interpretato da Cormac Cullinane

### Ricorrenti
- Rusty Patton, interpretato da Neal McDonough
- Joe Patton, interpretato da Brian Dennehy
- Tommy Red, interpretato da Fredric Lehne
- Mr. O, interpretato da Timothy Hutton
- Capitano Johanson, interpretato da Robert Knepper

## Episodi
| Stagione       | Episodi | Prima TV originale | Prima TV Italia |
| -------------- | ------- | ------------------ | --------------- |
| Prima stagione | 10      | 2015               | inedita         |

## Produzione
A maggio 2014 TNT ha ordinato ufficialmente la prima stagione, composta da dieci episodi. La serie è stata creata e co-prodotta da Edward Burns, che ha sceneggiato e diretto tutti gli episodi. La serie è prodotta dalla Amblin Television di Steven Spielberg.
La serie in Italia è inedita.